# Кунг Фенг
Кунг Фенг (кинески: 工蜂; пинјин: Gōngfēng; дословно: "радник пчела") је серија вишецавних бацача ракета из породице вишецевних бацача ракета које користи војска Републике Кине (Тајван).
Од ових оружаних система, најновија варијанта је Кунг Фенг VI, са чијим развојем је започето 1975. године и формално је откривена јавности током параде Националног дана 1981. године.

## Карактеристике
Кунг Фенг IV има два одјељка са по 20 лансирних цеви, што укупно чини 40 лансерних цеви и може да испали све ракете у року од 16 секунди. Њене 126mm-ске ракете тежине 24,4 килограма, дужине 0,91 метара, и имају домет од 10.500 метара.
Кунг Фенг VI подсећа на совјетски БМ-21 Град, иако са мањим пречником и већим бројем лансирних цеви. Свака од 45 лансирних цеви пречника 117mm у којима су смештене ракете има ракету типа A, а све ове цеви су способне осједном испале све ракете за 22,5 секунде, са разарајућом површином у пречнику од 600 до 800 метара. Ракете типа А су дужине 2,166 метара, тежине 42,64 килограма, имају максимални домет од 15.000 метара и могу бити опремљене или са високим експлозивним пуњењем или белим фосфором.

## Историјат
Са развојем система Кунг Фенг IV је започето 1960. године и завршен је 1975. године а постављен је на конструкцију возила М113. Вучене и самоходне варијанте Кунг Фенг IV ступиле су у службу 1972. и 1976. године; вучене варијанте су у почетку биле везане за артиљеријску поделу хемијског оружја.
Пошто су лансери Кунг Фенг IV били релативно мали, они су модификовани како би могли да буду постављени на различита возила, као што су џип М151 и ЛВТП5-РЛ. Од 2000. године у употреби су само варијанте ЛВТП5-РЛ морског корпуса.
Током седамдесетих година ранији развојни модели ракета за Кунг Фенг VI су имали домет од само 10 km, што их је учинило мање ефикасним од старијих лансера Кунг Фенг IV-а. Незадовољан даометом лансера који су инфериорни у односу на оне из других земаља, начелник штаба артиљеријских снага Хау Пеи-тсун затражио је од одељења за истраживање и развој Академије Синика да се повећа домет ракета на 22 km и развије дизајн који омогућава имплементацију касетних бомби и осигурача ваздушних удара. Овај развој је довео до ракета типа Б, који је завршен али ове ракете никада нису ушле у службу. Како су друге земље наставиле да унапређују своје ракетне системе, са ракетним моделима од 122mm након Хладног рата који су гурали домет већи од 20 km, развој оружја оружаних снага РОК-а је постепено заостајао.
У оквиру процеса развоја, Кунг Фенг VI је првобитно било планирано да се он постави на шасију М42 Дастер, међутим због потешкоћа у набавци кориштена је шасија М113 која није била у стању да правилно носи тежину ракетног система. Од тада, војска РОК-а је одустала од могућности имплементације Кунг Фенг VI-а на гусенице и почела је да ради на томе да их постави на М809 камионе од пет тона, поред имплементације ФАК-202Р уређаја за контролу ватре како би се побољшала прецизност.
Оружане снаге РОК-а брзо су пензионисале своје лансере Кунг Фенг IV и замениле их новијим VI моделом, када је овај ушао у службу, али истовремено лансери нису били у могућности да се брзо пуне муницијом и нису имали посебну транспортну приколицу. Након гађање, војницима је било потребно 15 минута да ручно убацују следеће ракете пре него што је Кунг Фенг VI поново могао пуцати. Пошто је Кунг Фенг VI имао логистичке потребе веће од оних код нетрадиционалних артиљеријских јединица, произведено је мало примерака.
Кунг Фенг VI је још увек у функцији, али постоје планови да се јединице замењују системом Тандерболт-2000.

## Варијанте
- Кунг Фенг I – Само прототип. Никада није ушао у употребу.[2]
- Кунг Фенг II - Само прототип. Никада није ушао у употребу.[2]
- Кунг Фенг III - 126mm x 40 лансирних цеви монтираних на приколицу.[2]
- Кунг Фенг IV Војни - 126mm x 40 (2x20 лансирних цеви) лансером монтираним на ЦM-21 AПЦ коришћен од стране тајванске копнене војске.[2]
- Кунг Фенг IV за Маринце - 126mm x 40 (2x20 лансирних цеви) лансером монтирним на ЛВТП-5 коришћеним од стране тајванских маринаца.[2]
- Кунг Фенг V – Експериментална верзија која није ушла у употребу.[2]
- Кунг Фенг VI - 117mm x 45 цевни лансер монтиран на M52A1 камион.[2]Са 2 типа цеви, A верзијом која носи или високо експлозивну бојеву главу или парчадну. Верзија Б се испоручује са осигурачем за пражњење ваздуха и 6.400 челичним куглица величине 6.4mm, са дејством на површини од 30.000 m².[3]
- Кунг Фенг Море – Поморска верзија, постављена на разараче ЕЦМ .[2]